# Adonisea subatra
Adonisea subatra là một loài bướm đêm trong họ Noctuidae.